# ساب ۲۰۰۰
ساب ۲۰۰۰ (به انگلیسی: Saab 2000) یک هواگرد ساختِ کارخانهٔ گروه ساب در کشور سوئد است که در سال ۱۹۹۲–۹۹ ساخته شد. نخستین استفاده‌کنندهٔ این هواپیما براتنس رجیونال بوده‌است. این هواگرد برای نخستین بار در ۲۶ مارس ۱۹۹۲ میلادی مورد استفاده قرار گرفت.